# Jacques Pouysségur
Jacques Pouysségur, né le 10 novembre 1943 à Toulouse, est un ingénieur et chercheur français, membre de l’Institut[Quoi ?].
Il est directeur de recherche émérite de classe exceptionnelle au CNRS. Il effectue ses recherches à l’Institut de recherche sur le cancer et le vieillissement, Nice (IRCAN), Université de Nice. Il œuvre également de 2013 à fin 2023 au Département de biologie médicale, Centre Scientifique de Monaco (CSM). Il est responsable de l’équipe « Hypoxie tumorale et métabolisme » et Visiting professeur, Université de médecine de Kyoto (Kyoto, Japon) depuis 2013.

## Biographie
Jacques Pouysségur est ingénieur en biochimie  de 1962-1966 à l'INSA (Université de Lyon). Il effectue son service militaire civil comme professeur de biochimie de 1966-1968 à Institut d'Agronomie d’Alger.
Il soutient ses thèses de docteur-ingénieur, et d'État en génétique bactérienne et devient docteur es sciences de 1968 à 1972 à l'INSA (Université de Lyon). Il effectue ensuite au National Cancer Institute (Bethesda, États-Unis), (Dr. Ira Pastan), un post-doctorat de deux ans (1974-1976).
Il devient ensuite directeur du groupe de recherche 'Contrôle de la division cellulaire' à l'Université de Nice, Instituts du CNRS (ISBDC, IRCAN) depuis 1978 et a été directeur de l’Institut ISBDC, Signalisation, Development Biology & Cancer, Nice entre 1997 et 2007.

## Centres d’intérêt scientifique et réalisations
Après sa formation en génétique bactérienne, Jacques Pouysségur a combiné la génétique et la biologie moléculaire pour identifier les mécanismes de signalisation des facteurs de croissance contrôlant la prolifération cellulaire. Cette équipe a apporté une contribution majeure aux domaines des glycoprotéines et de l’adhésion cellulaire,,, du métabolisme,, de la régulation du pH intracellulaire et du clonage moléculaire, de l’échangeur Na+/H+ humain,. De plus, l’équipe a établi que le pH intracellulaire et les MAP kinase (ERK1/2) sont essentielles à l’activation de mTORC1 et au contrôle de l'entrée des cellules dans le cycle cellulaire,,,.
Au cours des 25 dernières années, l’équipe a tourné son intérêt vers un autre mécanisme de croissance essentiel: par quels mécanismes les cellules contrôlent-elles leur apport en nutriments? Ce processus clé a conduit l’équipe à étudier les mécanismes de signalisation des HIF-proline hydroxylases, de la stabilisation de HIF1 sous hypoxie, de l'angiogenèse, de l’autophagie,,, du stress nutritionnel et du métabolisme aberrant des tumeurs.
L’équipe poursuit, à un niveau fondamental, translationnel et pré-clinique, le rôle physiologique des cibles clés induites par le stress nutritionnel et l’hypoxie tumorale. L'accent est mis sur le métabolisme du glucose fermentatif exacerbé (effet Warburg) ou oxydatif au sein des tumeurs, l'importation d’acides aminés sous l'influence de HIF ou du stress oxydant. De nombreuses cibles anticancéreuses inactivées par Zinc Finger Nucléases et/ou CRISPR-Cas9 (anhydrases carboniques CA9, CA12, CA2, transporteurs de bicarbonate NBC, transporteurs d’acide lactique MCT1, MCT4, leur chaperone CD147/basigine, transporteurs d'acide aminés clé: LAT1, ASCT2, xCT et leurs chaperones CD98, CD44…) ont été analysées sur lignées tumorales (colon, mélanome, sein, pancréas, poumon),,,,,,,,. Ces cibles, souvent fortement exprimées dans les cancers agressifs, contribuent à la sélection «darwinienne» au sein du microenvironnement tumoral hypoxique, acide, dénutri conduisant à la dissémination métastatique. Certaines de ces cibles (CA9, MCT1/4, LAT1, ASCT2, xCT), invalidées par Crispr-cas9 ont établi leur rôle crucial dans le développement tumoral. Finalement, Jacques Pouysségur établit  que la glycolyse fermentative, une voie métabolique primitive 'hypoxique' présente lors de l’émergence de la vie, a évolué en voie bioénergétique maîtresse, assurant la croissance rapide des cancers, la multiplication des cellules immunitaires activées, la régénération des tissus (stem cells), mais aussi la multiplication des pathogènes (bactéries et virus)

## Honneurs et distinctions

### Prix[32]
- Prix de Savoie (LNCC) ; 1989,
- Prix de néphrologie Delahautemaison (FRM) ; 1995,
- Prix de cancérologie Rosen (FRM) ; 1996,
- Prix Richard Lounsbery de l'Académie des Sciences française et l'Académie nationale des sciences américaine [33] ; 1996,
- Prix Athena et Institut de France ; 2001[34],
- Prix de cancérologie Leopold Griffuel (ARC) ; 2001,
- Médaille Sir Hans Krebs (FEBS) ; 2002,
- Distinction Lecture Carl Cori (Roswell Park, USA) ; 2008,

### Nominations
- Président du Conseil scientifique de l'INCa[35],[36] ;
- Membre de l’EMBO ;
- Membre de l’Académie des sciences[37],[38] ;
- Membre de l’Académie des sciences européenne, Academia Europea[32].
- Chevalier de l'Ordre national du mérite[39].

## Publications – Conférences - Citations
546 articles publiés dans des journaux à Comité de lecture WoS  h-factor:130
630 conférences scientifiques comme conférencier invité - Google Scholar citations: 80100 - h-factor: 150.